# Code Red
Code Red var ett underbolag till det svenska skivbolaget Drumcode grundat av Adam Beyer. Bolaget blev kortlivat och var enbart aktivt mellan 1997 och 1999. Totalt blev det bara 10 skivsläpp.

## Diskografi
- CODE RED 01 - Thomas Krome - Wood Carver EP
- CODE RED 02 - Joel Mull - Safety Session
- CODE RED 03 - Adam Beyer - Remainings
- CODE RED 04 - Cari Lekebusch - C-Theories
- CODE RED 05 - Joel Mull - Code Red 05
- CODE RED 06 - Adam Beyer - This Is Code Red
- CODE RED 07 - Adam Beyer - Remainings II
- CODE RED 08 - Adam Beyer - Vol. 8
- CODE RED 09 - Conceiled Project - Second Coming
- CODE RED 10 - Stand Down
- CRCD01 - Stand Down